# Expat
Expat – biblioteka parsująca XML, napisana w C. Jako pierwszy otwartoźródłowy parser XML znalazła miejsce w wielu projektach, m.in. Apache, Mozilla, Perl, Python i PHP. API tej biblioteki zostało także napisane w wielu innych językach.